# Bulbophyllum pidacanthum
Bulbophyllum pidacanthum är en orkidéart som beskrevs av Jaap J. Vermeulen. Bulbophyllum pidacanthum ingår i släktet Bulbophyllum och familjen orkidéer. Inga underarter finns listade i Catalogue of Life.